# Pulle

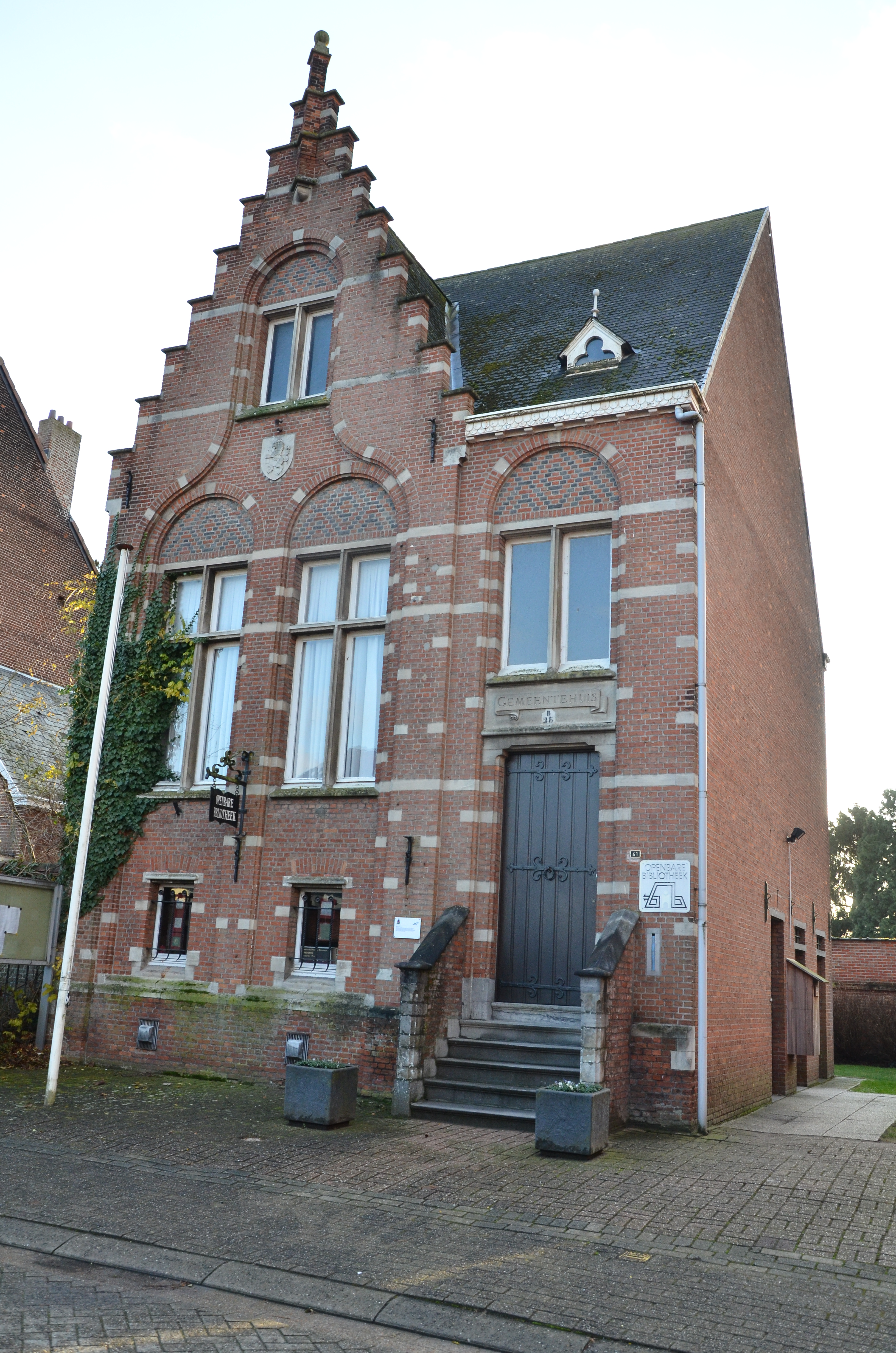
Het voormalige gemeentehuis

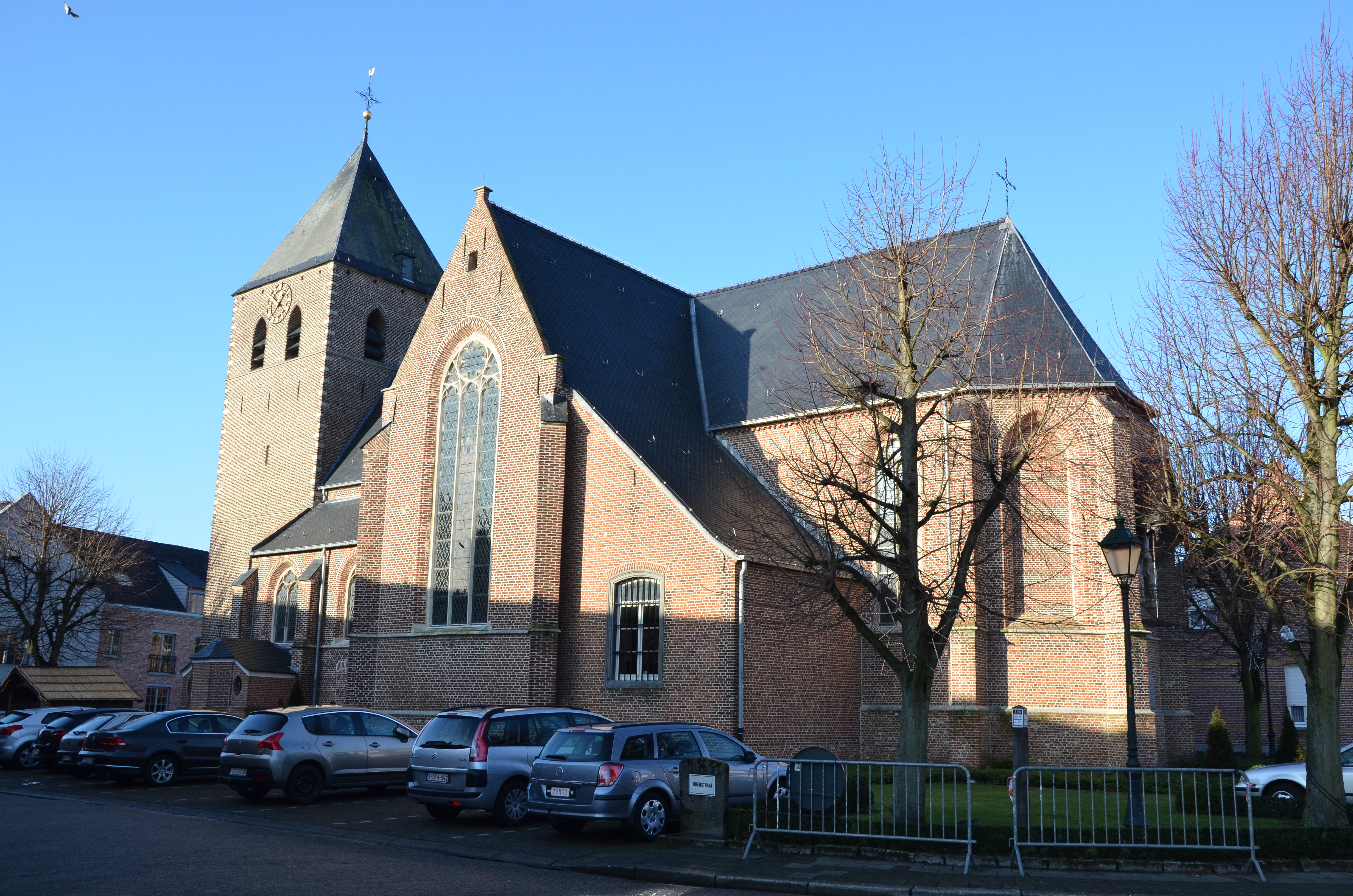
Sint-Pieter en Pauluskerk

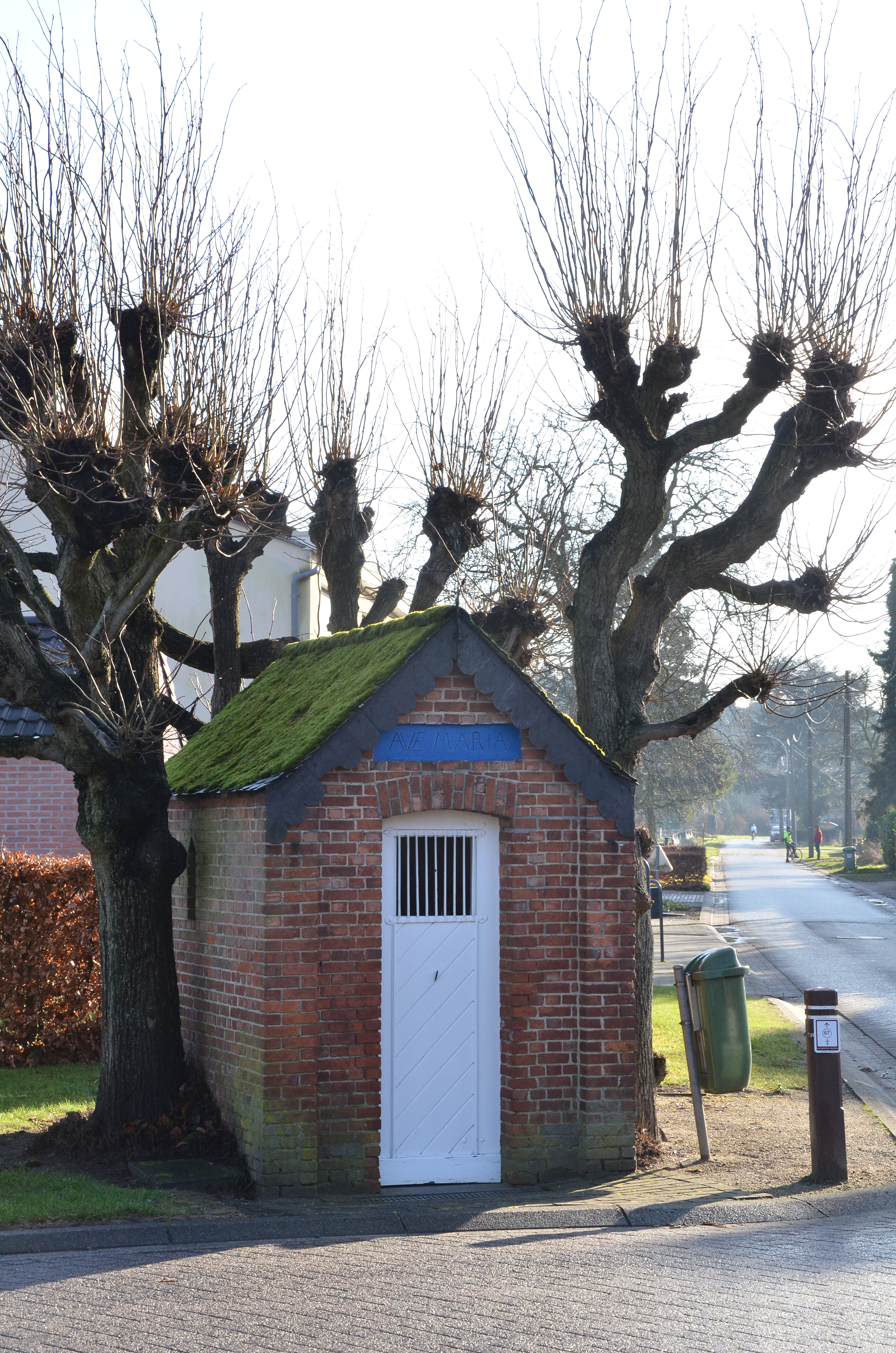
Kapelletje op hoek Maalderstraat

Pulle is een deelgemeente van de gemeente Zandhoven in de Belgische provincie Antwerpen (arrondissement Antwerpen). Pulle was een zelfstandige gemeente tot aan de gemeentelijke herindeling van 1977.

## Geschiedenis
Pulle werd begin 13e eeuw voor het eerst vermeld. Het behoorde toen aan de heren van Breda, later aan de families Van Bautersem en de hertogen van Brabant. Vanaf 1558 kwam het aan de familie Schetz.
In augustus 1941 vertoefde de jonge prins en latere koning Boudewijn als scout op een kamp in het huidige natuurdomein Krabbels - Lovenhoek, op de grens met buurgemeenten Pulderbos en Vorselaar. In dezelfde periode in de Tweede Wereldoorlog zou, naar plaatselijke mondelinge overlevering, een boswachtershuis in dit gebied het geheime hoofdkwartier geweest zijn van het Verzet in de Antwerpse Kempen.
In 1971 verzusterde Pulle met het Duitse dorp Heinebach (  Alheim ) ten zuiden van Kassel.
Pulle was een zelfstandige gemeente tot einde 1976. Daarna fuseerde het dorp met de hoofdgemeente Zandhoven.
Tweemaal kwam het dorp Pulle in het wereldnieuws :
- Op 13 november 1966 stortte de brug van de Boudewijnsnelweg (E313) over het Netekanaal in ten gevolge van een constructiefout. De balans bleef beperkt tot twee doden. Omdat deze snelweg en diens bruggen toen nog redelijk nieuw waren, veroorzaakte dit destijds grote ongerustheid.[4]
- Op 3 september 2005 werd een halfnaakte vrouw dood aangetroffen op het plaatselijke kerkhof.[5] Nadat eerst aan moord werd gedacht, bleek het om een dergelijk bizar ongeval te gaan, dat het nieuws de internationale media[6] haalde, waaronder zelfs CNN.

## Demografie
Pulle is doorheen de geschiedenis altijd een klein dorp geweest. Na een pestepidemie in hartje middeleeuwen daalde het inwoneraantal zelfs tot 24. De laatst overblijvenden zochten hun toevlucht in de dorpskerk en leefden er tot de epidemie was overgewaaid.

### Demografische ontwikkeling
- Bronnen:NIS, Opm:1806 tot en met 1970=volkstellingen; 1976 = inwoneraantal op 31 december

## Bezienswaardigheden

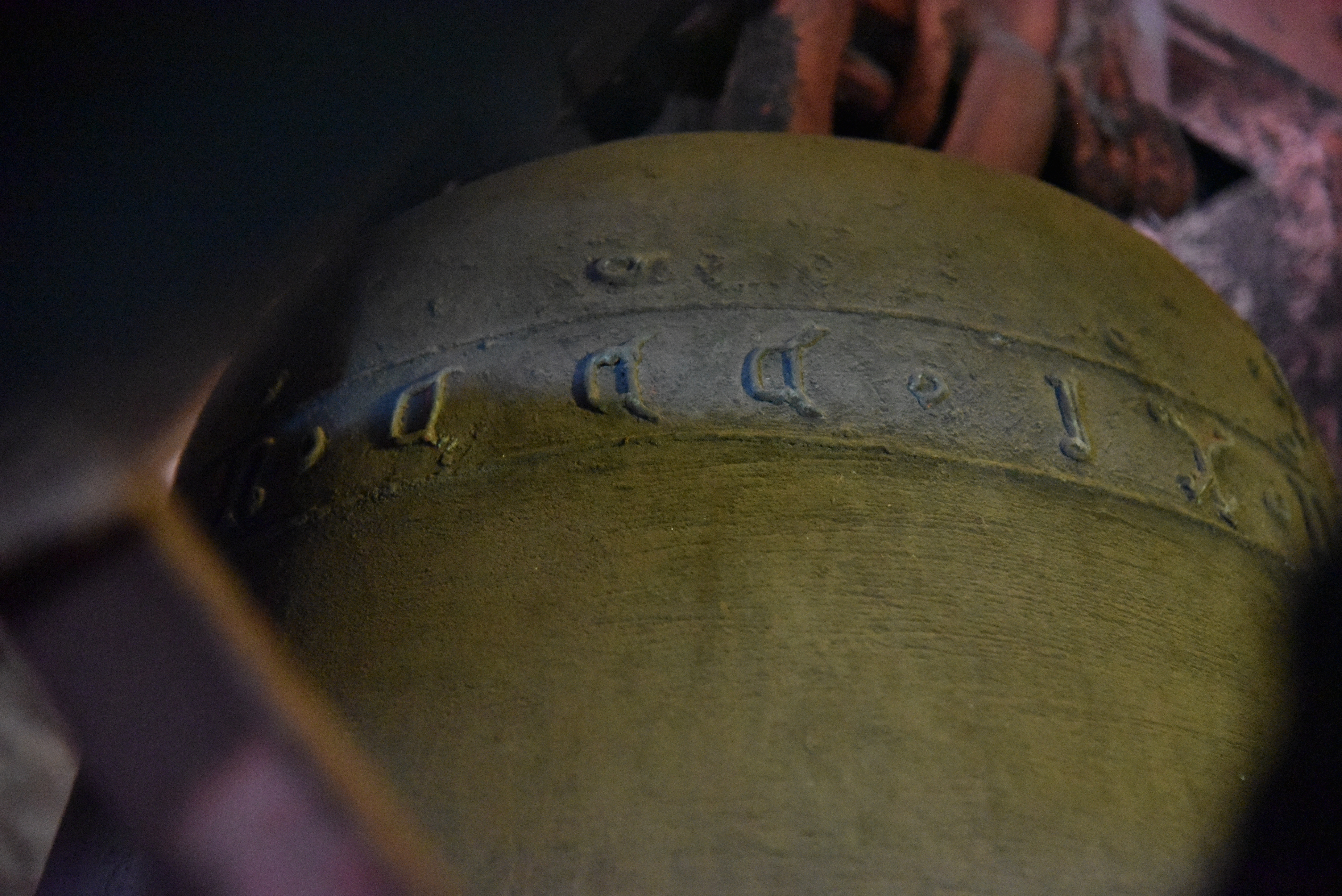
De Mariaklok uit 1309.

- De Mariaklok uit 1309.De Pulse Sint-Petrus en Pauluskerk werd geklasseerd als erkend monument en is een onderdeel van verschillende culturele fietsroutes in de Kempen. Oorspronkelijk werd de toren als wachttoren gebruikt, pas later werd het kerkgebouw in drie schepen bijgebouwd en fungeerde het hele gebouw als kerk.
  - De Mariaklok dateert van 1309 en is voor zover bekend de oudste kerkklok van België. In tegenstelling tot wat soms beweerd wordt, is ze echter niet de oudste van Europa. Er zijn namelijk verschillende exemplaren bekend uit de 13e eeuw. Wegens gebrek aan grondstoffen voor nieuwe wapens, wilden de Duitsers ze in de Tweede Wereldoorlog meenemen. Door een emotionele preek van de pastoor werd dit evenwel vermeden. Deze uitzonderlijke klok luidt enkel nog bij bijzondere gelegenheden en op feestdagen. In 2001 kwam de kerk en diens klok voor in een sketch van een komisch televisieprogramma Mannen op de Rand van een Zenuwinzinking.[7]
  - Ook het geklasseerde barokke kerkorgel van de hand van de vermaarde Kempense orgelbouwer Jacobus Verbuecken (leerling van Duitse orgelbouwer Christian Penceler) is de moeite waard. Het orgel dateert uit 1729 en werd volledig gerestaureerd tussen 1988 en 1990. Tijdens deze restauratie werden toevoegingen uit latere periodes weggenomen om het originele klankbeeld te herstellen. Verder is het uniek omdat zowel de orgelkast als nagenoeg het volledige pijpwerk bewaard zijn gebleven. Naast occasionele concerten wordt het orgel nog wekelijks bespeeld tijdens de zondagsmis om 09h30 evenals op kerkelijke hoogdagen.
- Het Fatimapark aan de gelijknamige laan is een in de streek bekend bedevaartsoord. Het werd in 1935 opengesteld door Remi Van Beirendonck ter ere van Onze-Lieve-Vrouw van Fátima naar het voorbeeld van de Portugese stad Fátima, waar Maria zou verschenen zijn.[8] Er zijn twee kruiswegen en een nagemaakte grot met een beeltenis van de opgebaarde Jezus Christus. Elke 13de van de maand, tussen mei en oktober, vinden er bij mooi weer gebeden plaats, met als hoogtepunten een misviering op 15 augustus ter ere van Moederdag en een avondlijke kaarsenprocessie op de laatste herdenkingsdag op 13 oktober.
- De Sint-Rochuskapel

## Natuur en landschap
Pulle ligt in de Kempen op een hoogte van 5-10 meter. Ten noorden van Pulle ligt het natuurgebied Krabbels-Lovenhoek.

## Politiek

### Geschiedenis

#### Lijst van burgemeesters
| Tijdspanne | Tijdspanne  | Burgemeester                                                    |
| ---------- | ----------- | --------------------------------------------------------------- |
|            | 1799 - 1831 | Joannes Baptista Meys                                           |
|            | 1832 - 1836 | Franciscus Smits                                                |
|            | 1836 - 1854 | Petrus Bellens                                                  |
|            | 1855 - 1872 | Joannes Baptista Van Mechelen                                   |
|            | 1872 - 1895 | Joannes Cornelius Van den Broeck                                |
|            | 1896 - 1915 | Ludovicus Van Mechelen                                          |
|            | 1916 - 1919 | Joannes Gummarus Vervoort (waarnemend)                          |
|            | 1919 - 1933 | Graaf Arnold Le Grelle (Kath. Partij / Kath. Verbond)           |
|            | 1933 - 1964 | Burggraaf Gaëtan van de Werve d'Immerseel (Kath. Verbond / CVP) |
|            | 1965 - 1976 | Burggraaf Hervé van de Werve d'Immerseel (CVP)                  |

## Bekende personen uit Pulle
- Hervé van de Werve d'Immerseel (1921-2013), burgemeester
- André Leysen (1927-2015), ondernemer
- Ward Ruyslinck (1929-2014), schrijver[9][10]
- Robin Hannelore (1937), schrijver
- Tom Lenaerts (1968), televisiepresentator

## Nabijgelegen kernen
Pulderbos, Viersel, Grobbendonk